# Olympische Sommerspiele 2012/Radsport – Teamsprint Bahn (Frauen)
Der Bahnrad-Teamsprint der Frauen bei den Olympischen Spielen 2012 in London fand am 2. August 2012 im Lee Valley VeloPark statt.
Olympiasiegerinnen wurden Kristina Vogel und Miriam Welte aus Deutschland. Die Silbermedaille gewannen die Chinesinnen Gong Jinjie und Guo Shuang. Kaarle McCulloch und Anna Meares aus Australien sicherten sich die Bronzemedaille.

## Ergebnisse

### Qualifikation
Die acht schnellsten Paare qualifizierten sich für die erste Runde.
| Rang | Nation         | Athletinnen                           | Zeit (s) |
| ---- | -------------- | ------------------------------------- | -------- |
| 1    | China          | Gong Jinjie / Guo Shuang              | 32,447   |
| 2    | Großbritannien | Victoria Pendleton / Jessica Varnish  | 32,526   |
| 3    | Deutschland    | Kristina Vogel / Miriam Welte         | 32,630   |
| 4    | Australien     | Kaarle McCulloch / Anna Meares        | 32,825   |
| 5    | Niederlande    | Yvonne Hijgenaar / Willy Kanis        | 33,253   |
| 6    | Frankreich     | Sandie Clair / Virginie Cueff         | 33,638   |
| 7    | Ukraine        | Ljubow Bassowa / Olena Zjos           | 33,708   |
| 8    | Venezuela      | Daniela Larreal / Mariaesthela Vilera | 34,320   |
| 9    | Südkorea       | Lee Eun-ji / Lee Hye-jin              | 34,636   |
| 10   | Kolumbien      | Diana María García / Juliana Gaviria  | 34,870   |

### Erste Runde
Die Duelle setzten sich aus der Qualifikation wie folgt zusammen:
- Lauf 1: 4. gegen 5.
- Lauf 2: 3. gegen 6.
- Lauf 3: 2. gegen 7.
- Lauf 4: 1. gegen 8.

Die zwei schnellsten Gewinnerpaare qualifizierten sich für das Rennen um Gold, die anderen beiden für das Rennen um Bronze.
| Rang | Lauf | Nation         | Athletinnen                           | Zeit (s) |
| ---- | ---- | -------------- | ------------------------------------- | -------- |
| 1    | 4    | China          | Gong Jinjie / Guo Shuang              | 32,422   |
| 2    | 2    | Deutschland    | Kristina Vogel / Miriam Welte         | 32,701   |
| 3    | 1    | Australien     | Kaarle McCulloch / Anna Meares        | 32,806   |
| 4    | 3    | Ukraine        | Ljubow Bassowa / Olena Zjos           | 33,620   |
| 5    | 1    | Niederlande    | Yvonne Hijgenaar / Willy Kanis        | 33,090   |
| 6    | 2    | Frankreich     | Sandie Clair / Virginie Cueff         | 33,707   |
| 7    | 4    | Venezuela      | Daniela Larreal / Mariaesthela Vilera | 34,415   |
| 8    | 3    | Großbritannien | Victoria Pendleton / Jessica Varnish  | REL 1    |

### Finale
| Rang             | Nation      | Athletinnen                    | Zeit (s) |
| ---------------- | ----------- | ------------------------------ | -------- |
| Rennen um Bronze |             |                                |          |
| 3                | Australien  | Kaarle McCulloch / Anna Meares | 32,727   |
| 4                | Ukraine     | Ljubow Bassowa / Olena Zjos    | 33,491   |
| Rennen um Gold   |             |                                |          |
| 1                | Deutschland | Kristina Vogel / Miriam Welte  | 32,798   |
| 2                | China       | Gong Jinjie / Guo Shuang       | REL 2    |